# Thuế trực thu
Thuế trực thu (Direct tax) là loại thuế thu trực tiếp vào khoản thu nhập, lợi ích thu được của các tổ chức kinh tế hoặc cá nhân. Thuế trực thu là loại thuế mà người, hoạt động, tài sản chịu thuế và nộp thuế là một.

## Các loại thuế trực thu
- Thuế thu nhập cá nhân
- Thuế lợi tức
- Thuế thu nhập công ty
- Thuế thu nhập đối với người có thu nhập cao
- Thuế tài sản
- Thuế thừa kế...

## Đặc điểm
- Thuế này có tính công bằng hơn thuế gián thu, vì phần đóng góp về thuế thường phù hợp đối với khả năng của từng đối tượng,có tính phân loại đối tượng nộp.
- Thuế trực thu có nhược điểm là hạn chế phần nào sự cố gắng tăng thu nhập của các đối tượng, vì thu nhập và lợi nhuận càng cao thì phải nộp thuế càng nhiều.
- Thuế trực thu do người có thu nhập phải trả một cách trực tiếp và có ý thức cho nhà nước, nên họ cảm nhận ngay được gánh nặng về thuế và có thể dẫn tới những phản ứng từ chối hoặc trốn thuế.
- Việc quản lý thu thuế này phức tạp và chi phí thường cao so với thuế gián thu.
- Thuế trực thu: Ít tác động vào giá cả thị trường, vì thường đánh vào kết quả thu nhập sau quá trình kinh doanh, sản xuất.